# Airalo
Airalo jest rynkiem eSIM. Zapewnia podróżnym karty eSIM dla ponad 200 krajów i regionów na całym świecie, dając im natychmiastowy dostęp do Internetu za granicą. Na dzień 10 lipca 2025 r. aplikacja Airalo ma ponad 20 milionów użytkowników i jest dostępna w App Store i Google Play Store w 53 językach. 

## Historia
Airalo to amerykański startup założony w 2019 roku przez Abrahama Buraka i Bahadira Ozdemira. Ich celem jest zapewnienie podróżnym dostępu do natychmiastowej, niedrogiej, globalnej łączności za pośrednictwem technologii eSIM. 
Abraham i Bahadir to przedsiębiorcy-nomadzi cyfrowi, którzy na własnej skórze doświadczyli ograniczeń łączności w podróży. Technologia eSIM stanowiła okazję do zapewnienia podróżnym bardziej przystępnej cenowo i dostępnej alternatywy.
W 2019 roku Airalo pozyskało 1,9 miliona dolarów w ramach finansowania początkowego od Antler oraz funduszu Venture Capital Surge należącego do Sequoia Capital Indie. A w 2023 roku pozyskano 60 milionów dolarów w ramach rundy finansowania Serii B. Wiodącą rolę w rundzie odegrało e& Capital, spółka inwestycyjna związana z e& (bardziej znana jako operator sieci Etisalat z siedzibą w ZEA), a wzięli w niej udział Antler Elevate - generator startupów, Liberty Global, Rakuten Capital, Singtel Innov8, Surge (fundusz wczesnego stadium prowadzony przez Peak XV, wcześniej znany jako Sequoia Capital India i SEA), Orange, T Capital (spółka inwestycyjna Deutsche Telecom), KPN Ventures, Telefónica Ventures oraz I2BF Global Ventures.
W lipcu 2025 roku Airalo ogłosiło pomyślne zakończenie rundy finansowania serii C, w ramach której pozyskano 200 milionów dolarów. Rundzie przewodziła firma CVC Capital Partners przy udziale dotychczasowych inwestorów — Peak XV oraz Antler Elevate.